# Sugar Act (1764)
Zakon o sladkorju iz leta 1764 ali Zakon o sladkorju iz leta 1763 tudi angleško Sugar Act 1764 ali Sugar Act 1763 (4 Geo. 3. c. 15), znan tudi kot Zakon o ameriških prihodkih iz leta 1764 ali Zakon o ameriških dajatvah, je bil Townshendov zakon o zbiranju prihodkov, ki ga je 5. aprila 1764 sprejel parlament Velike Britanije. V preambuli zakona je pisalo: »Primerno je, da se uvedejo nove določbe in predpisi za izboljšanje prihodkov tega kraljestva ... in ... pravično in nujno je, da se zberejo prihodki ... za kritje stroškov obrambe, zaščite in zavarovanja le-teh.« Prejšnji Zakon o melasi iz leta 1733, ki je uvedel davek v višini šestih penijev na galono melase, zaradi kolonialnega izogibanja davkom ni bil nikoli učinkovito pobran. Z znižanjem stopnje za polovico in povečanjem ukrepov za izvrševanje davka je parlament upal, da bo davek dejansko pobran. Ti incidenti so povečali zaskrbljenost kolonistov glede namenov britanskega parlamenta in spodbudili rastoče gibanje, ki je postalo ameriška revolucija.

## Ozadje
Parlament je Zakon o melasi iz leta 1733 (6 Geo. 2. ok. 13) sprejel predvsem na vztrajanje velikih lastnikov plantaž v Britanski Zahodni Indiji. Melasa iz francoskih, nizozemskih in španskih zahodnoindijskih posesti je bila poceni. Proizvajalci sladkorja iz Britanske Zahodne Indije so sladkor cenili veliko višje kot njihovi konkurenti in niso potrebovali velikih količin lesa, rib in drugih izdelkov, ki so jih kolonije ponujale v zameno. Včasih so kolonisti plačevali davke iz Zakona o melasi, ker so bili precej nizki, odvisno od tega, kje so prebivali in koliko denarja so imeli. V prvi polovici 18. stoletja so bili v Britanski Zahodni Indiji najpomembnejši trgovinski partner Velike Britanije, zato je bil parlament pozoren na njihove zahteve. Vendar pa parlament ni ugodil njihovim zahtevam, da bi kolonijam prepovedal trgovanje z nebritanskimi otoki, temveč je sprejel visok davek za kolonije na melaso, uvoženo s teh otokov. Če bi bil davek dejansko pobran, bi dejansko zaprl ta vir za Novo Anglijo in uničil velik del industrije ruma. Namesto tega je tihotapljenje, podkupovanje ali ustrahovanje carinikov dejansko razveljavilo zakon.
Med sedemletno vojno, v kolonialni Ameriki znano kot francosko-indijanska vojna, je britanska vlada znatno povečala državni dolg, da bi plačala vojno. Februarja 1763, ko se je vojna končala, se je ministrstvo, ki ga je vodil John Stuart, 3. grof Bute grof Bute, odločilo, da bo v kolonijah ohranilo stalno vojsko deset tisoč britanskih rednih vojakov. Kmalu zatem je Buteja zamenjal George Grenville. Grenville je podpiral politiko svojega predhodnika, še bolj po izbruhu Pontiacove vojne maja 1763. Grenville se je soočil s problemom ne le plačevanja teh vojakov, temveč tudi servisiranja državnega dolga. Dolg se je s 75.000.000 funtov pred vojno povečal na 122.600.000 funtov januarja 1763 in skoraj na 130.000.000 funtov do začetka leta 1764.
George Grenville ni pričakoval, da bodo kolonije prispevale k obrestim ali odplačilu dolga, je pa pričakoval, da bodo Američani plačali del stroškov za obrambo kolonij. Grenville je ocenil, da bodo stroški vzdrževanja vojske v celinskih kolonijah in Zahodni Indiji znašali približno 200.000 funtov letno, zato je zasnoval program zbiranja prihodkov, ki bi zbral približno 79.000 funtov letno.

## Posledice
Zakon je bil v trinajstih kolonijah izredno nepriljubljen in je z še nekaterimi ukrepi vodil do poslabšanja odnosov z matico in končno tudi do ameriške revolucije. 